# أحمد الفارس محاميد
أحمد الفارس الحاج داوود المحاميد هو ثائر فلسطيني من أبناء بلدة أم الفحم. شارك في ثورة فلسطين الكبرى ضد الجيش البريطاني والعصابات الصهيونية، التي شهدتها فلسطين بين عامي 1936 و1939.
شكل أحمد الفارس مع أخيه علي الفارس ويوسف الحمدان فصيلا مقاتلًا خاض العديد من المعارك ضد القوات البريطانية إبان ثورة فلسطين الكبرى، ومن بينها معركة عين الزيتونة في وادي عارة ومعركة أم الفحم سنة 1938 ومعركة اليامون ومعركة رمانة ومعركة قرية المنسي ومعركة الجعارة ومعركة إجزم.
كان أحمد الفارس في الثامنة عشرة من عمره عندما قاد فصيلًا صغيرًا مكونًا من أربعة ثوار في كمين نُصب لسرية بريطانية صغيرة كانت تحضر يوميًا إلى عين النبي في أم الفحم لتحميل الجمال بالمياه التي يستعملها معسكر الجيش البريطاني في عنين، ونجح رجال الكمين في قتل جنديين بريطانيين والاستيلاء على سلاحهما. وقد أثارت هذه العملية حفيظة الجنرال هايننغ، ورفعت في الوقت ذاته من مكانة القائد الشاب أحمد الفارس الذي سرعان ما أصبح من رموز الثورة في المنطقة، وأصبح بالتالي من كبار المطلوبيبن من قبل الإنجليز.

## استشهاد احمد الفارس
يذكر الفحماويون أن «يوسف بيك خليل» وهو أحد الاقطاعيين اللبنانيين الذين امتلكوا أراضِ كثيرة في فلسطين، والذي سكن وامتلك الكثير من أراضِ قرية الغبية التحتا وعمل رئيسًا لمحكمة الصلح في حيفا وذا علاقة حميمة مع حكومة الاستعمار الإنجليزي والقادة الصهاينة. وقد دعا يوسف بيك خليل القائد يوسف الحمدان بعد معركة المنسي وعرض عليه العفو الكامل والمعاش الأبدي من الإنجليز مقابل توقفه هو ورفاقه عن قيادة فصيل في الثورة، إلّا أن يوسف الحمدان رفض هذا الطلب وتوجه فورًا إلى رفاقه احمد الفارس وعلي الفارس وأخبرهما بما حصل، ويُقال أن احمد الفارس غضب من يوسف الحمدان لاجتماعه مع يوسف بيك خليل، ثم غادر ام الفحم باتجاه بيت الأخير في قرية الغبية التحتا ونادى عليه وسأله عن العرض الذي التقدم به إلى يوسف الحمدان ولما اعترف يوسف بيك بذلك أطلق عليه احمد الفارس النار وأرداه قتيلًا.
يعتقد البعض أنه قتله انتقامًا لمعركة المنسي في 29 أيلول 1938 بدعوى أن يوسف بيك هو الذي وشى للإنجليز خبر اجتماع لجنة الثورة في المنسي في ذلك اليوم. وقيامه بعمليات استخباراتية لصالح قوات الاستعمار الإنجليزي والصهيوني وتفوهه بما يسيئ للثورة.
بعد قتل يوسف بيك توجه احمد الفارس على جواده باتجاه كفر قرع ولم تمض ساعات قليلة حتى حاصر الجيش الإنجليزي احمد الفارس ونصب له كمينًا على مفرق كفر قرع، ونتجح في اغتياله هناك، وحسب تقديرات المؤرخين فإن الاغتيال حصل في شهر تشرين الثاني من العام 1938. احضر الإنجليز جثمان الشهيد القائد احمد الفارس إلى ام الفحم، ويصف بعض ممن عايش الجنازة وأحداثها بالقول: «كانت جنازة مهيبة، كبيرة جدًا، عشرات الآلاف من أبناء ام الفحم وقراها ومدن وقرى فلسطين في الشمال والجليل والمثلث جاؤوا ليشاركوا في وداع هذا البطل المقدام، كانت افواج من الرجال تردح». لا سيما أن صديق ورفيق درب الشهيد احمد الفارس المقاتل العربي محمد أبو اشتيوي كان يصرخ ويطلب ان يتم دفنه بعد موته قرب احمد الفارس.
وكتب الشاعر ابن مدينة حيفا ابيات من الرثاء لذكرى احمد الفارس نقشت على شاهد قبره، قال فيها:
| بدم الفؤاد بكيته وادمعي    | وبحرقة قلبي شيعته وتوجعي   |
| -------------------------- | -------------------------- |
| يا قبر لو تدري الذي اثويته | لخشعت للبطل الكمي الأروع   |
| خاض المعارك باسلًا كالليث   | لم يضجع أبدًا ولم يتضعضع    |
| هذا شهيدك يا فلسطين الذي   | صرع العداة ونال أنبل مصرع  |
| ضم الثرى جثمان احمد الفارس | ولو استطعت لضممته في أضلعي |

.